# Die Piddlers
Die Piddlers sind eine Punkrock-Gruppe aus Neukirchen-Vluyn in Nordrhein-Westfalen.

## Geschichte
Ihre Musik ist von unterschiedlichen Einflüssen wie Punkrock und Crossover geprägt. Sie veröffentlichte mehrere CDs. Die Single Cool wie du wurde 1992 das Titellied des Zeichentrickfilms Der kleene Punker. Außerdem trugen sie zum Soundtrack des Films noch die Lieder Die kleenen Punxs vom Straßenbau und Stille Wasser bei. Unter anderem erschien im Jahr 1994 bei der BMG Ariola Media GmbH die CD Keine Frage in der Besetzung Jens (Bass, Gesang), Alex (Gitarre, Gesang), Mattes (Gitarre, Gesang), Markus (Schlagzeug).
1996 nahmen sie am 1. internationalen Rockfestival in Baschkortostan in Russland teil.
Den Piddlers gelang der Durchbruch nicht, obwohl die Gruppe beim Major-Label BMG Ariola unter Vertrag stand und Musikvideos produzieren ließ, die auch bei deutschsprachigen Musikfernsehsendern, beispielsweise bei VIVA, zu sehen waren.

## Veröffentlichungen

### Alben
- 1992: Ich liebe diese (Scheiß)Welt, (BMG Ariola Media GmbH), CD
- 1994: Keine Frage, (BMG Ariola Media GmbH), CD
- 1996: Prinz Chaos, (BMG Ariola Media GmbH), CD
- 1998: XXL, (BMG Ariola Media GmbH), CD

### Singles
- 1992: Cool wie du (mit: Bundeswehr. Ich denk an dich; BMG Ariola Media GmbH), CD
- 1993: Ich liebe die Welt (mit: Rot sind die Felder. Fickverbot; BMG Ariola Media GmbH), CD
- 1994: Mädchen (mit: Zwischen Sonne und Mond; BMG Ariola Media GmbH), CD
- 1994: Keine Frage (mit: Tramp. Überhaupt; BMG Ariola Media GmbH), CD
- 1995: Ich mag (mit: Sex und Döner. Du rauchst zuviel; BMG Ariola Media GmbH), CD
- 1996: Mondschein (mit: Anarchoschlüpfergirl. Tschuldigung; BMG Ariola Media GmbH), CD
- 1998: Was soll das? (mit: So wie es war. Glaub ihm nicht; BMG Ariola Media GmbH), CD